# خرشنة صفراء المنقار
خرشنة صفراء المنقار (الاسم العلمي: Sterna superciliaris) (بالإنجليزية: Yellow-billed Tern)‏ هو نوع من الطيور يتبع جنس الخرشنة من الفصيلة النورسية.